# Adama Traoré (ur. 5 czerwca 1995)
Adama Traoré (ur. 5 czerwca 1995 w Bamako) – malijski piłkarz grający na pozycji skrzydłowego w mołdawskim klubie Sheriff Tyraspol oraz reprezentacji Mali.

## Kariera klubowa
Traoré rozpoczynał swoją seniorską karierę w klubie Cercle Bamako. W 2013 przeszedł do TP Mazembe. Z drużyną trzykrotnie zdobył mistrzostwo Demokratycznej Republiki Konga. W 2015 roku triumfował w Afrykańskiej Lidze Mistrzów. W 2018  przeniósł się do FC Metz. Tam występował w pierwszym, jak i drugim, zespole. Z drużyny był też dwukrotnie wypożyczany. W 2021 podpisał kontrakt z Sheriffem Tyraspol. 15 września 2021 zdobył gola przeciwko Szachtarowi Donieck w meczu Ligi Mistrzów. Była to pierwsza bramka Sheriffa w historii tych rozgrywek.

## Kariera reprezentacyjna
Traoré występował w kadrach U-20 i U-23. W dorosłej reprezentacji Mali zadebiutował 6 lipca 2013 w meczu z Gwineą. 11 stycznia 2014 zdobył pierwszą bramkę w starciu z Nigerią. Został powołany na Puchar Narodów Afryki 2019, gdzie zdobył bramkę przeciwko Mauretanii.